# МЭЛС (Ботсвана)
МЭЛС (Маркс, Энгельс, Ленин, Сталин, англ. Marx, Engels, Lenin, Stalin) — марксистско-ленинистская партия в Ботсване без мест в парламенте. Лидер партии — адвокат Темба Джойна (англ. Temba Joina).
Движение МЭЛС возникло в 1984 году как исследовательская группа, вдохновлённая идеями Мао Цзэдуна и панафриканизма. Основателем и генеральным секретарём был Кристофер Фатсхве (Christopher Phatshwe). В различных учебных заведениях, таких как Университет Ботсваны, старшие классы средних школ и педагогические колледжи, были созданы филиалы этого движения. По словам Джойны, эта группа поддерживала контакты с Движением «Чёрное сознание» Азании (ДЧС(А)) и Панафриканским конгрессом Азании (ПАК) в соседней Южноафриканской Республике, и эти группы организовали для активистов МЭЛС политическую подготовку.
В 1994 группа сформировалась как политическая партия. Организация выступает за социалистическую политику, призывая к поддержке безработных и созданию студенческих представительных советов по всей стране. Партия выступает против Демократической партии Ботсваны, называя политику данной партии неоколониальной. Движение выступает против позиции правительства Яна Кхамы по отношению к политической ситуации в Зимбабве (обвиняя правительство Ботсваны в поддержке Движения за демократические изменения в зимбабвийской политике). На ежегодной конференции делегатов партии 2011 года в Молепололе Джойна осудил нападение НАТО на Ливию и призвала Африканский союз вмешаться.
Партия ни разу не получала мест в Парламенте начиная с первого участия в Парламентских выборах в 1994 году. На выборах 1999 года партия получила всего двадцать два голоса. В 2009 году партия получила уже 292 голоса. Для лучшего результата, Джойна призвал социал-демократические партии объединиться.